# 女性差別
女性差別（じょせいさべつ）とは、女性に対する性差別である。男尊女卑（だんそんじょひ）とも呼ばれる。対義語は男性差別という。女性差別撤廃を目指す思想や運動をフェミニズムという。

## 事例

### 日本
日本は、男女格差が世界で最も大きい国の一つとされ、世界経済フォーラムが世界男女格差レポートにて公表しているジェンダー・ギャップ指数ではG7で最下位、G20でサウジアラビア、トルコに次いでワースト3位である。
- ただし、統計学者の本川裕は、日本の女性の幸福度が男性を上回る程度が世界最高峰にあることや、日本の男性の自殺率が日本の女性より高いことを看過しており、男性の方が重い責務を負うのみで報われないのが実態であり、同指数を理由にメディアなどが日本を男尊女卑だと言うのはミスリーディングだと主張している。むろん、この観点からも、不合理な不均衡が是正されるべきことに異論は無い[2]。
- 心理学上は、女性の行為は男性よりも善意に解釈される傾向が強いという研究もある[3]（女性は素晴らしい効果）。

日本の女性労働者の待遇改善問題は、裁判所による政策形成の歴史とも重なる。すなわち、行政府が男女の雇用機会均等に向けて動かない中で、裁判所が判例を通じて性差別を是正していった事例として挙げられる 。
司法による格差是正の動きは、1950年代後半から1960年代に始まった。当時、労働に関する法令としては労働基準法があったが、労働基準法は賃金について女性を理由とした差別を禁止していたのみであり、採用や解雇（例えば、当時は女性の早期退職は社会では当然の慣行となっていた）といった、その他の労働面における差別を訴える法律が存在しなかった。そして、賃金についても、企業は女性を男性と異なる職に就けることによって、差別化を行っていた。
こうした状況の中、まず日本国憲法第14条（法の下の平等）を理由とした格差是正が試みられた。しかし、私人間効力がない（私人間には憲法が直接は適用されない）ことを理由にこの動きは失敗した。ところが、裁判所は1966年の住友セメント事件で民法90条（公序良俗違反）（私人間効力の間接効力を参照）を利用することによってこの状況を打破した。この動きは全国に広がり、各地の裁判所で民法90条を使用して女性の早期退職、結婚退職、出産退職が是正されていった。国会で男女雇用機会均等法を制定したのは、1985年のことであった。
女性労働問題については、パート労働者の待遇改善の歴史とも重なる。非正規雇用を参照されたい。
以下では、日本における事例を挙げる。なお、戦前においては、参政権や教育を受ける権利も議論となっていた。戦後においても、差別を助長する服装指導、頭髪指導を実施している中学校や高等学校も存在する。女性参政権、男女共学、性差別なども参照。
- 最高裁が男女別定年制を無効とした判例
  - 伊豆シャボテン公園事件昭和50年8月29日
  - 日産自動車事件昭和56年3月24日
  - 放射線影響研究所事件平成2年5月28日
- 1981年（昭和56年）3月24日、那覇地裁においてトートーメー継承問題（女性に財産相続権が認められない慣習）を違憲とする判決が下る。
- 1985年（昭和60年）6月第102回国会外務委員会において、外務政務次官森山眞弓が小金井カントリー倶楽部でのコンペ参加を女性であるという理由で断られた件について、大変に遺憾である旨の答弁を行った。また、当時の外務大臣安倍晋太郎はこの事実を直前に知り、強い遺憾の意を示すために同コンペの参加を見送ったと述べている[6]。また、この年の第102回国会において女子に対するあらゆる形態の差別の撤廃に関する条約締結を承認している。
- 1995年（平成7年）8月、住友金属工業の女性社員4人が昇給・昇進で差別されたとして訴訟を起こす。
やがて訴訟は他の住友グループ各社にも広がる。内訳は住友電気工業（2人）住友化学（3人）住友生命（12人）。
10年以上続いた一連の裁判は、2006年4月の住友金属工業と原告との和解をもって終止符が打たれた。
- 日本では、夫婦は婚姻時に同姓とする民法の規定があり選択的夫婦別姓制度は導入されていないが、これは日本国憲法に定められた男女同権に反するものであり違憲ではないかとの議論がある。民法の規定は、夫又は妻の氏のいずれを称するかを夫婦の選択にゆだねているものの、実際には妻の側が改氏する割合が全体の96.1%[7] であり、これは女性の間接差別に当たり、男女平等に反する[8][9][10][11][12][13]、との主張もある。また、日本を含む130カ国の賛成で国連で1979年に採択された「女子に対するあらゆる形態の差別の撤廃に関する条約」では選択的夫婦別氏の導入が要求されている[8][9][12][13][14][15][16]。

### 韓国
祖先祭祀の方法などが女性差別的であるという意見がある。
また、未亡人や離婚した女性への差別は、先進国やアラブ諸国と比べても、韓国は著しいという調査がある。

### 中国
米ニューヨーク・タイムズは、中国女性の社会的地位についての記事を掲載し、中国における職場や家庭内での性差別、愛人などの横行が、女性の選択余地のなさを反映していると指摘した。
ChinaHR.comが行ったアンケートによると、6割近い女性が求職中に企業側から性差別を受けたことがあり、この割合は男性求職者をはるかに超えるという。そのほか、求職者が女性の場合は婚姻の有無や年齢、外見などへの要求が厳しいとされている。
求人の際に女性は「未婚のみ」と条件が付けられることが行われている。また、「隠婚族」という言葉がある。

### ロシア
ロシア連邦では労働法により、船長、列車やトラックの運転手、大工、潜水士など38業界、456種類の専門職に女性が就くことを禁止している。旧ソビエト連邦以来、こうした職業に伴う危険や健康リスクから女性を保護するための規制とされているが、不満を抱いて訴訟を起こす女性もいる。

### ヨーロッパ
イスラム教信者の移民が増えた結果、「処女でないことを理由とした結婚の無効」など従来の欧州の価値観からみて女性差別と指摘される問題が起こった。
もっとも、キリスト教もまた、本来強烈な男尊女卑を教義の中核に置いていたことが指摘されている。聖書上の根拠としては、コリントの信徒への手紙一11章9節、エフェソの信徒への手紙5章22節などが知られる。特に1804年のフランス民法典婚姻法はキリスト教的男尊女卑の典型的な現れであった。フランス革命政府が女性の権利を著しく制限していると批判したオランプ・ド・グージュは1793年に処刑され、女性の参政権は20世紀中葉まで拒否され続けた。現在では改正されたものの、フランス法の男尊女卑は21世紀のフランス社会になお影響を残していると言われている。